# Eero Markkanen
Eero Pekka Sakari Markkanen (Jyväskylä, 3 luglio 1991) è un calciatore finlandese, attaccante del Pallokerho-35.

## Biografia
È figlio di Pekka Markkanen e Riikka Ellonen, ex giocatori di pallacanestro. Il fratello minore Lauri Markkanen gioca a pallacanestro in NBA nel ruolo di ala grande. È cestista anche l'altro fratello minore, Miikka Markkanen, il quale però ha giocato in passato al massimo nella seconda serie finlandese.

## Caratteristiche tecniche
Riesce ad essere efficace anche di piede nonostante i suoi 197 centimetri di altezza.

## Carriera

### Club
Markkanen ha iniziato a giocare a calcio al rientro in Finlandia dalla Francia, paese dove il padre ha giocato a pallacanestro.
Nel 2011 gioca nella terza serie finlandese con la maglia del neopromosso ViPa, segnando 9 gol in 14 partite. Inizia la stagione seguente ancora in terza serie, questa volta al Warkaus JK in prestito dal JJK.
Nel luglio 2012 viene richiamato da Kari Martonen al JJK dal prestito. Il 22 luglio segna una tripletta sul campo dell'IFK Mariehamn. Sarà poi costretto a saltare l'avvio di stagione 2013 per via di un infortunio al bicipite femorale che lo tiene fermo un mese e mezzo. Al rientro in campo, partendo dalla panchina contro l'IFK Mariehamn, segna due gol in tre minuti.
Nell'agosto 2013 è passato in prestito all'HJK, con cui ha vinto lo scudetto finlandese nonostante un minutaggio basso, complice la presenza dell'ex Chelsea Mikael Forssell.
Dopo un periodo di prova, gli svedesi dell'AIK gli sottopongono un contratto triennale. Partendo da titolare, dalla 3ª alla 5ª giornata ha realizzato un gol in ogni partita segnando rispettivamente all'Örebro, al Djurgården nel derby cittadino (con uno stop di tacco con tiro a giro da fuori area) e all'IFK Norrköping.
Nel luglio 2014 l'AIK lo cede (per una cifra di circa 2,2 milioni di euro) al Real Madrid Castilla, la seconda squadra delle merengues, guidata in panchina da Zinédine Zidane. Successivamente è stato inserito da Carlo Ancelotti, allenatore della squadra maggiore, nella lista UEFA dei 25 giocatori convocati per la fase a gironi della Champions League.
Il club madrileno ha rescisso il suo contratto nell'agosto 2015, accusandolo di essersi presentato al ritiro precampionato in sovrappeso di 18 chilogrammi.
Sfumato il ritorno all'AIK a causa di una mancata deroga da parte della Federcalcio svedese (il mercato in Svezia era già chiuso quando il Real ha rilasciato il giocatore), Markkanen è tornato in Finlandia firmando un contratto di pochi mesi fino al termine della stagione 2015. Con la riapertura del calciomercato svedese, nel gennaio 2016 ha potuto fare ritorno all'AIK.

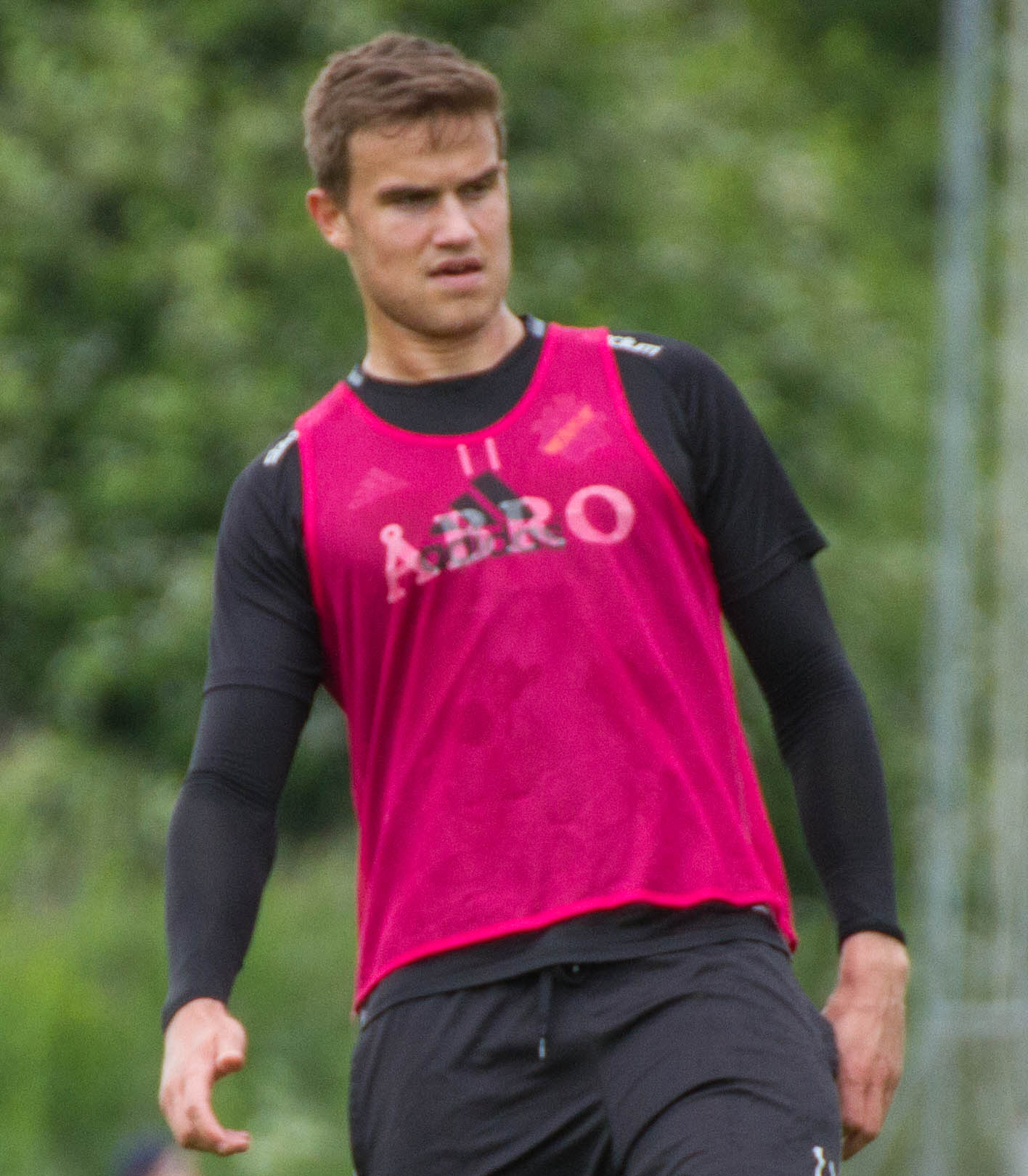
Markkanen nel 2016 in allenamento con l'AIK

Chiuso dagli arrivi degli attaccanti Chinedu Obasi e Nicolás Stefanelli, Markkanen è stato girato in 2. Bundesliga alla Dinamo Dresda attraverso un prestito con diritto di riscatto fino al 30 giugno 2018. Il prestito è terminato anticipatamente, a gennaio, con il club tedesco che ha minacciato azioni legali contro il giocatore per presunti atteggiamenti non professionali. Pochi giorni più tardi, sempre a gennaio, Markkanen è passato in prestito ai danesi del Randers fino all'estate seguente, con cui ha trovato la via del gol solo in occasione di una partita di Coppa di Danimarca.
Terminato il prestito, nell'agosto del 2018 ha rescisso consensualmente il contratto che lo legava ancora per pochi mesi all'AIK. Allo stesso tempo ha firmato con il Dalkurd, squadra che aveva appena ceduto l'attaccante Mohamed Buya Turay e che cercava di uscire dall'ultimo posto in classifica nell'Allsvenskan 2018. Qui l'attaccante finlandese ha realizzato una rete in 12 partite, con la squadra che non è riuscita ad evitare la retrocessione.
Dal gennaio 2019 Markkanen ha proseguito la carriera in Indonesia, con l'ingaggio annuale da parte del PSM Makassar. Il 6 agosto 2019 la sua squadra ha vinto la Coppa dell'Indonesia 2018-2019, ma Markkanen nella finale di andata è subentrato solo negli ultimi minuti mentre in quella di ritorno è rimasto in panchina per tutti i 90 minuti. Nel corso della stagione infatti il suo utilizzo è diminuito anche in virtù di un infortunio e di un cartellino rosso, ma il suo allenatore Darije Kalezić in un'intervista ha annoverato anche problemi di peso e difficoltà di adattamento al calcio indonesiano. La sua esperienza indonesiana si è conclusa ufficialmente nel mese di settembre, quando il suo contratto è stato rescisso dal club.
Il 7 febbraio 2020 Markkanen è stato presentato come nuovo attaccante del FC Haka, squadra della massima serie finlandese che lo ha tesserato per un anno.
La sua successiva parentesi è stata con i californiani dell'Orange County, militanti nella lega USL Championship, poi è tornato in patria per giocare nell'HIFK.

### Nazionale
Ha esordito con la Nazionale maggiore finlandese il 29 maggio 2014 contro la Lituania, in un incontro valido per la Coppa del Baltico di quell'anno.

## Statistiche

### Presenze e reti nei club
Statistiche aggiornate al 4 novembre 2020.
| Stagione        | Squadra          | Campionato      | Campionato | Campionato | Coppe nazionali | Coppe nazionali | Coppe nazionali | Coppe continentali | Coppe continentali | Coppe continentali | Altre coppe | Altre coppe | Altre coppe | Totale | Totale |
| Stagione        | Squadra          | Comp            | Pres       | Reti       | Comp            | Pres            | Reti            | Comp               | Pres               | Reti               | Comp        | Pres        | Reti        | Pres   | Reti   |
| --------------- | ---------------- | --------------- | ---------- | ---------- | --------------- | --------------- | --------------- | ------------------ | ------------------ | ------------------ | ----------- | ----------- | ----------- | ------ | ------ |
| 2014            | AIK              | A               | 14         | 6          | CS              | 0               | 0               | UEL                | 0                  | 0                  | -           | -           | -           | 14     | 6      |
| 2014-2015       | Real M. Castilla | SDB             | 10         | 2          | -               | -               | -               | -                  | -                  | -                  | -           | -           | -           | 10     | 2      |
| 2015            | RoPS             | VL              | 6          | 1          | SC              | 0               | 0               | -                  | -                  | -                  | -           | -           | -           | 6      | 1      |
| 2016            | AIK              | A               | 22         | 8          | CS              | 4               | 1               | UEL                | 3                  | 1                  | -           | -           | -           | 29     | 10     |
| 2017            | AIK              | A               | 13         | 2          | CS              | 5               | 1               | UEL                | 5                  | 3                  | -           | -           | -           | 23     | 6      |
| Totale AIK      | Totale AIK       | Totale AIK      | 49         | 16         |                 | 9               | 2               |                    | 8                  | 4                  |             | -           | -           | 66     | 22     |
| 2017-gen. 2018  | Dinamo Dresda    | ZL              | 3          | 0          | CG              | 1               | 0               | -                  | -                  | -                  | -           | -           | -           | 4      | 0      |
| gen.-giu. 2018  | Randers          | SL              | 5+5        | 0          | CD              | 1               | 1               | -                  | -                  | -                  | -           | -           | -           | 11     | 1      |
| 2018            | Häcken           | A               | 12         | 1          | CS              | 0               | 0               | -                  | -                  | -                  | -           | -           | -           | 12     | 1      |
| 2019            | PSM Makassar     | L1              | 7          | 1          | CI              | 4               | 4               | AFC                | 6                  | 5                  | -           | -           | -           | 17     | 10     |
| 2020            | Haka             | VL              | 20         | 4          | SC              | 5               | 2               | -                  | -                  | -                  | -           | -           | -           | 25     | 6      |
| 2021            | Orange County    | USL             | 0          | 0          | -               | -               | -               | -                  | -                  | -                  | -           | -           | -           | 0      | 0      |
| Totale carriera | Totale carriera  | Totale carriera | 117        | 25         |                 | 20              | 9               |                    | 14                 | 9                  |             | -           | -           | 151    | 43     |

### Cronologia presenze e reti in nazionale
| Cronologia completa delle presenze e delle reti in nazionale ― Finlandia | Cronologia completa delle presenze e delle reti in nazionale ― Finlandia | Cronologia completa delle presenze e delle reti in nazionale ― Finlandia | Cronologia completa delle presenze e delle reti in nazionale ― Finlandia | Cronologia completa delle presenze e delle reti in nazionale ― Finlandia | Cronologia completa delle presenze e delle reti in nazionale ― Finlandia | Cronologia completa delle presenze e delle reti in nazionale ― Finlandia | Cronologia completa delle presenze e delle reti in nazionale ― Finlandia |
| Data                                                                     | Città                                                                    | In casa                                                                  | Risultato                                                                | Ospiti                                                                   | Competizione                                                             | Reti                                                                     | Note                                                                     |
| ------------------------------------------------------------------------ | ------------------------------------------------------------------------ | ------------------------------------------------------------------------ | ------------------------------------------------------------------------ | ------------------------------------------------------------------------ | ------------------------------------------------------------------------ | ------------------------------------------------------------------------ | ------------------------------------------------------------------------ |
| 29-5-2014                                                                | Ventspils                                                                | Finlandia                                                                | 0 – 1                                                                    | Lituania                                                                 | Coppa del Baltico 2014                                                   | -                                                                        | 46’                                                                      |
| 7-9-2014                                                                 | Tórshavn                                                                 | Fær Øer                                                                  | 1 – 3                                                                    | Finlandia                                                                | Qual. Euro 2016                                                          | -                                                                        | 75’                                                                      |
| 14-10-2014                                                               | Helsinki                                                                 | Finlandia                                                                | 0 – 2                                                                    | Romania                                                                  | Qual. Euro 2016                                                          | -                                                                        | 74’                                                                      |
| 14-11-2014                                                               | Budapest                                                                 | Ungheria                                                                 | 1 – 0                                                                    | Finlandia                                                                | Qual. Euro 2016                                                          | -                                                                        | 85’                                                                      |
| 9-6-2015                                                                 | Turku                                                                    | Finlandia                                                                | 0 – 2                                                                    | Estonia                                                                  | Amichevole                                                               | -                                                                        | 73’                                                                      |
| 31-8-2016                                                                | Mönchengladbach                                                          | Germania                                                                 | 2 – 0                                                                    | Finlandia                                                                | Amichevole                                                               | -                                                                        | 72’                                                                      |
| 6-10-2016                                                                | Reykjavík                                                                | Islanda                                                                  | 3 – 2                                                                    | Finlandia                                                                | Qual. Mondiali 2018                                                      | -                                                                        | 56’ 85’                                                                  |
| 12-11-2016                                                               | Odessa                                                                   | Ucraina                                                                  | 1 – 0                                                                    | Finlandia                                                                | Qual. Mondiali 2018                                                      | -                                                                        | 46’                                                                      |
| 13-1-2017                                                                | Abu Dhabi                                                                | Slovenia                                                                 | 2 – 0                                                                    | Finlandia                                                                | Amichevole                                                               | -                                                                        | 66’                                                                      |
| 24-3-2017                                                                | Adalia                                                                   | Turchia                                                                  | 2 – 0                                                                    | Finlandia                                                                | Qual. Mondiali 2018                                                      | -                                                                        | 72’                                                                      |
| 7-6-2017                                                                 | Turku                                                                    | Finlandia                                                                | 1 – 1                                                                    | Liechtenstein                                                            | Amichevole                                                               | -                                                                        | 70’                                                                      |
| 11-6-2017                                                                | Tampere                                                                  | Finlandia                                                                | 1 – 2                                                                    | Ucraina                                                                  | Qual. Mondiali 2018                                                      | -                                                                        | 84’                                                                      |
| 2-9-2017                                                                 | Tampere                                                                  | Finlandia                                                                | 1 – 0                                                                    | Islanda                                                                  | Qual. Mondiali 2018                                                      | -                                                                        | 81’                                                                      |
| 9-10-2017                                                                | Turku                                                                    | Finlandia                                                                | 2 – 2                                                                    | Turchia                                                                  | Qual. Mondiali 2018                                                      | -                                                                        | 86’                                                                      |
| 12-10-2018                                                               | Tallinn                                                                  | Estonia                                                                  | 0 – 1                                                                    | Finlandia                                                                | UEFA Nations League 2018-2019 - 1º turno                                 | -                                                                        | 87’                                                                      |
| 8-1-2019                                                                 | Doha                                                                     | Finlandia                                                                | 1 – 0                                                                    | Svezia                                                                   | Amichevole                                                               | 1                                                                        | 68’                                                                      |
| 11-1-2019                                                                | Doha                                                                     | Finlandia                                                                | 1 – 2                                                                    | Estonia                                                                  | Amichevole                                                               | -                                                                        | 76’                                                                      |
| Totale                                                                   |                                                                          | Presenze                                                                 | 17                                                                       |                                                                          | Reti                                                                     | 1                                                                        |                                                                          |

## Palmarès

### Club

#### Competizioni nazionali
- Veikkausliiga: 1

HJK: 2013
- Coppa dell'Indonesia: 1

PSM Makassar: 2019